# Ligne 32 (Infrabel)
Pour les articles homonymes, voir Ligne 32.
La ligne 32 est une ancienne ligne belge de chemin de fer, longue de 11,6 km, reliant les communes de Ans et de Flémalle-Haute.

## Historique
La Compagnie du chemin de fer Liégeois-Limbourgeois, concessionnaire des lignes de Tongres à Ans, via Liers — d’où part un embranchement vers Liège — avait également reçu la permission de bâtir un chemin de fer vers les houillères au nord de Liège, implantées entre Ans et Flémalle. Cette ligne, très escarpée, à vocation marchandises est inaugurée le 3 février 1868. Jusqu'à la nationalisation du Liégeois-Limbourgeois en 1868, ce sont des trains des Chemins de fer de l’État hollandais (Staatsspoorwegen) qui exploitent le réseau. Les Chemins de fer de l’État belge, future SNCB, en prennent la suite. La ligne est répertoriée en tant que ligne 32 et les deux embranchements en sa possession comme lignes 32A et 32B.
Son parcours tortueux et accidenté n'a jamais pu constituer une alternative crédible à la ligne 36, bien que cette dernière comprenne un abrupt plan incliné entre Ans et Liège. La ligne 36A, achevée en 1939, a été créée dans ce but.
À l'origine, la ligne 32 n'a pas d'accès direct à la gare d'Ans des chemins de fer de l’État et aboutit à Ans-Est où un rebroussement s'impose pour continuer vers la ligne 36. Vers 1930, la SNCB crée une courbe directe entre Ans et la ligne 32, coupant la continuité entre les lignes 31 et 32 et permettant de relocaliser les installations d'Ans-Est vers la gare d'Ans (le pont enjambant la ligne 36 restera néanmoins présent jusqu'en 1955).
Le reste de la ligne a été fermé en deux phases :
- de Flémalle-Haute à Glain-Ans en 1950 ;
- d'Ans-Est à l'embranchement avec la ligne 36 en 1955 ;
- de Glain-Ans à Ans en 1992 ; dans l'intervalle, cette section avait été requalifiée en ligne industrielle 210 tandis que les lignes 32A et 32B étaient devenues les n°212 et 213.

La portion fermée en 1992 a été transformée en voie RAVeL ; entre Jemeppe-sur-Meuse et Flémalle-Haute, l'assiette a été réutilisée pour dévier la ligne 125 dans les années 1960, au prix d'une reconstruction intégrale des ouvrages d'art.
Entre Glain-Ans et Jemeppe-sur-Meuse, peu de choses subsistent de la ligne 32 ; la Rue des Coquerais, d'une longueur approximative de 350 m réutilise un imposant talus ferroviaire muni d'un pont en briques.

## Exploitation
En dehors de quelques trains d'ouvriers vers les raccordements privés des mines de charbon, le trafic était exclusivement à vocation marchandises, dépendant pour une bonne part des charbonnages implantés le long de la ligne et de ses ramifications.
La section quittant la vallée de la Meuse entre Flémalle et Glain comportait une très forte montée qui justifia son abandon. Les derniers trains la parcourant escaladaient cette rampe avec la locomotive (type 81) en pousse.
Une fois parvenue dans la vallée de la Meuse, au niveau de Jemeppe-État, la ligne était établie en parallèle avec celle du Nord - Belge de Namur à Liège, future ligne 125. Dans les années 1970, afin de supprimer un certain nombre de passages à niveau, l'assiette de la ligne 32 désaffectée sera utilisée en tant que nouvelle section de la ligne 125. L'ancien tracé Nord - Belge étant partiellement conservé pour la desserte de l'aciérie Cockerill (désormais ArcelorMittal).